# Orthriophis taeniurus
Orthriophis taeniurus Cope, 1861 è un serpente appartenente alla famiglia dei Colubridi, diffuso in Asia (Cina, Taiwan, Vietnam e introdotto in Giappone).

## Etimologia
Orthriophis, dal Greco ορθρος = alba, ed οφις, serpente, per la sua caratteristica di essere attivo sia di notte che a cavallo delle ore diurne, dall'alba in poi. Il nome comune "Serpente della bellezza" si riferisce alla sua livrea, riccamente colorata. 

## Descrizione
Si tratta di una delle più grandi ed appariscenti specie di colubri asiatici, capace di raggiungere facilmente i 220cm di lunghezza, con un record accertato di 280cm. La livrea di fondo è verde, con sellature giallo senape, maculature nere e una riga gialla dall'addome alla punta della coda. Le parti inferiori sono biancastre, immacolate, ed il capo presenta due linee nere che attraversano anche i bulbi oculari per terminare sulla nuca.

## Biologia
Serpente attivissimo, nervoso, energico e mordace, l'Orthriophis si rinviene in ambienti di foresta pluviale, sulle montagne insulari come a livello del mare, ed alcune sottospecie si sono adattate a vivere nelle caverne, dove predano pipistrelli ed altri roditori. Generalmente diurno, è un abile scalatore ed arrampicatore, e trascorre gran parte del tempo sugli alberi in cerca di prede (uccelli e loro nidiacei) anche a grande altezza dal suolo. Trascorre le prime ore del giorno a riscaldarsi al sole, spesso sospeso sui rami alti o tra il sole e l'ombra ai margini dei campi coltivati. È frequentissimo nelle risaie e nei coltivi, dove è tollerato dall'uomo poiché fa strage di topi ed altri roditori dannosi ai raccolti. Nella stagione più calda rifugge il calore eccessivo rimanendo al riparo in anfratti rocciosi di giorno, e attivandosi di notte per cacciare. Temperatura ottimale: 27 °C, temperatura massima volontaria tollerata: 32 °C, temperatura minima volontaria tollerata: 12 °C, temperatura massima critica: 35 °C, temperatura minima critica:5 °C. Questo serpente possiede sei file di denti, due sui mascellari inferiori, quattro sui mascellari superiori ed il palato; i denti sono relativamente piccoli, ricurvi e pieni, atti ad afferrare saldamente le prede e spingerle verso la gola. Non possiede ghiandole velenifere, ed il suo morso è assolutamente innocuo per l'uomo, causando al massimo ferite lacero-contuse guaribili in brevissimo tempo.

### Comportamento
Elegante, rapidissimo e discreto, è difficile di giorno sorprenderlo durante le sue attività. Di notte, invece, a causa delle temperature più fresche, non è raro vederlo strisciare sui rami di alberi o tra le pietre ai bordi delle strade. Quando è sorpreso in campo aperto, la prima reazione è l'assoluta immobilità, nel tentativo di passare inosservato al "predatore". Segue una velocissima fuga nell'intrico di cespugli o verso il nascondiglio più vicino. Se incalzato o messo alle strette, l'Orthriophis, come molti altri serpenti asiatici, reagisce in maniera molto caratteristica: solleva il terzo anteriore del corpo, spalanca la bocca, appiattisce lateralmente le vertebre del collo e "frusta" violentemente l'aria con la coda. Se l'aggressore insiste, allora il serpente passa alle vie di fatto, aggredendo con una serie rapidissima di morsi. Afferrato, si difende ostinatamente con tutte le sue forze, tentando di mordere, frustare con la coda, liberarsi dalla presa e, spesso, emettendo una sostanza dall'odore fetido dalla cloaca.

### Alimentazione
A dispetto dell'aspetto elegante e slanciato, è un serpente voracissimo: preda roditori, uccelli e loro uova, pipistrelli e, gli esemplari più grandi, piccoli lagomorfi. Non ha attitudini ofiofaghe, e non è infrequente sorprendere "tane comuni" con diversi esemplari insieme. Le prede sono afferrate ed ingollate immediatamente, raramente avvolte e soffocate tra le spire.

### Riproduzione
Serpente oviparo, la femmina ha l'estro immediatamente dopo la stagione umida, e depone dalle 6 alle 18 uova di forma oblunga tra giugno e luglio, alla base di tronchi marcescenti, in mucchi di compost, tra le foglie secche in fenditure rocciose, ecc. I piccoli nascono tra agosto e settembre, lunghi circa 35-40 cm, copie esatte dei genitori e già autosufficienti. La femmina, in natura, dopo la deposizione, si avvolge trattenendo la covata tra le spire, proteggendola come fanno i pitoni, cura parentale rarissima tra i colubridi.

## Distribuzione e habitat
Asia meridionale ed Occidentale, in foreste pluviali e in caverne. Spesso si spinge fino alle fattorie e nei campi coltivati, dove è ben voluto, grazie alle stragi di roditori perpetrate nei granai e nelle risaie. Diffuso anche nei villaggi e nelle cittadine, dove preda i topi fra gli scarti alimentari delle attività umane.

## Tassonomia
Orthriophis taeniurus è suddivisa in diverse sottospecie:
Orthriophis taeniurus taeniurus (specie nominale),diffusa in Cina (Zhejiang)
Orthriophis taeniurus yunnanensis: India, Laos, Myanmar, Vietnam
Orthriophis taeniurus friesei: endemica di Taiwan 
Orthriophis taeniurus grabowsky: Indonesia (Kalimantan, Sumatra, Borneo); Malesia. 
Orthriophis taeniurus callicyanous: Vietnam, Cambogia, Tailandia
Orthriophis taeniurus ridleyi: Malesia, Singapore, Tailandia meridionale, Cameroon Islands
Orthriophis taeniurus schmackeri: Giappone, isola di Ryukyu.
Precedentemente incluso nel genere "Elaphe", la grande famiglia dei serpenti cosiddetti "dei ratti" diffusi in tutto l'emisfero settentrionale (Nord America, Europa, Asia), la specie è stata riclassificata nel nuovo genere Orthriophis, a ragione delle caratteristiche morfologiche e comportamentali che la distinguono dagli altri serpenti.

## Conservazione
Abbondante in natura, resistente e fertile, questo serpente è largamente cacciato nel commercio delle pelli di rettile in Cina, consumato come pietanza nella cucina locale e, fino alla prima metà degli anni '90, catturato per il commercio di animali vivi.
Oggi l'Orthriophis è frequentemente accudito come animale da compagnia, riprodotto in cattività e la "tratta" di questi serpenti non ha più senso. A causa della sua fecondità ed adattabilità, è spesso considerato specie invasiva: nell'isola di Okinawa, esemplari di Orthriophis taeniura friesei originari di Taiwan ed introdotti per il mercato della medicina tradizionale locale, sono sfuggiti e, in assenza di predatori naturali,si sono riprodotti e diffusi al punto da mettere a rischio la sopravvivenza di specie di uccelli e mammiferi autoctone. Di conseguenza, ad oggi in Giappone è proibito introdurre, trasportare e detenere qualsiasi esemplare di Orthriophis t. friesei.
Come animale domestico è estremamente spettacolare ed interessante: accudito con tutte le cure (una teca spaziosa, la possibilità di arrampicarsi, un punto per scaldarsi sotto un faro a luce UVB e temperature tra i 20 e i 28 gradi) si adatta bene, "modera" il suo carattere nervoso ed aggressivo e dimostra un certo livello di intelligenza e di apprendimento.